# ルピナス〜幸せの風〜
「ルピナス〜幸せの風〜」（ルピナス〜しあわせのかぜ〜）は、宮崎羽衣の9枚目のシングル。2009年12月22日に5pb.からリリースされた。

## 概要
なお、この曲のジャケット写真で宮崎は、上半身が胸を腕で隠しただけのセミヌードになっており、また、その体にはタトゥーアートが施されている。なお、5pb.からのリリースは、このシングルが最後である。

## 収録曲
1. ルピナス〜幸せの風〜  –  (4:51)
  - 作詞：葉月みこ、作曲：岩見直明、編曲：田口裕一
  - OVA『かのこん〜真夏の大謝肉祭〜』エンディングテーマ
2. 小夜月  –  (5:07)
  - 作詞：葉月みこ、作曲：吉富小百合、編曲：林達志
3. ルピナス〜幸せの風〜 (off vocal)
4. 小夜月 (off vocal)